# サン＝モーリス＝ナヴァセル
サン＝モーリス＝ナヴァセル （Saint-Maurice-Navacelles、オック語:Sant Maurise de Navacèlas）は、フランス、オクシタニー地域圏、エロー県のコミューン。

## 地理
ナヴァセル集落は、コース地方の凡庸さとは対照的な、ヴィス峡谷の底にある集落である。谷は集落の周辺で広がり、圏谷や、川の古い蛇行の跡を形成する。
ナヴァセル圏谷は、国土開発・環境省が率いるフランス絶景ラベル（fr）活動の一環として、再評価対策の恩恵を受けることを登録されている。活動は、地元の役人と協力し、非常に人が集まり、観光客の流入に脅かされているこの特別な場所の保存を確実にすることが目的である。
マディエール集落はコミューン東部にあり、隣接するコミューンのローグとともにヴィス川河岸を分割している。
ヴィス川とその峡谷はコミューンの北東端を占める。

## 歴史
サン＝モーリス＝ナヴァセル領は、アンシャン・レジーム時代、貴族ジネストゥ家の封土であった。

## 由来
フランス革命時代、コミューンはかつてサン＝モーリスと呼ばれていたが、聖人にちなんだ名称を忌避され、フォンテニル＝ド＝ヴィス（Fontenille-de-Vis）の名で呼ばれていた。
ナヴァセルの名がサン＝モーリスに付け足されたのは、1938年である。

## 人口統計
2016年時点のコミューン人口は177人で、2011年と比較して10.63%の増加であった。
| 1962年 | 1968年 | 1975年 | 1982年 | 1990年 | 1999年 | 2006年 | 2016年 |
| ------ | ------ | ------ | ------ | ------ | ------ | ------ | ------ |
| 154    | 104    | 96     | 97     | 119    | 142    | 156    | 177    |

参照元:1962年から1999年までは複数コミューンに住所登録をする者の重複分を除いたもの。それ以降は当該コミューンの人口統計によるもの。1999年までEHESS/Cassini、2006年以降INSEE

## ギャラリー

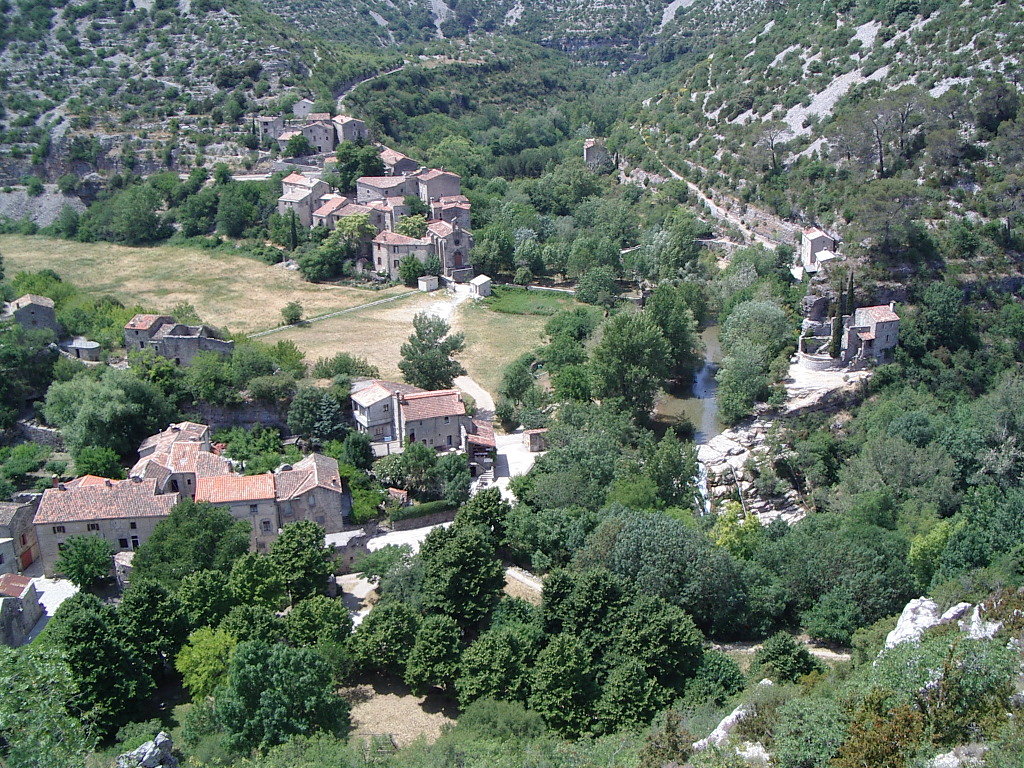
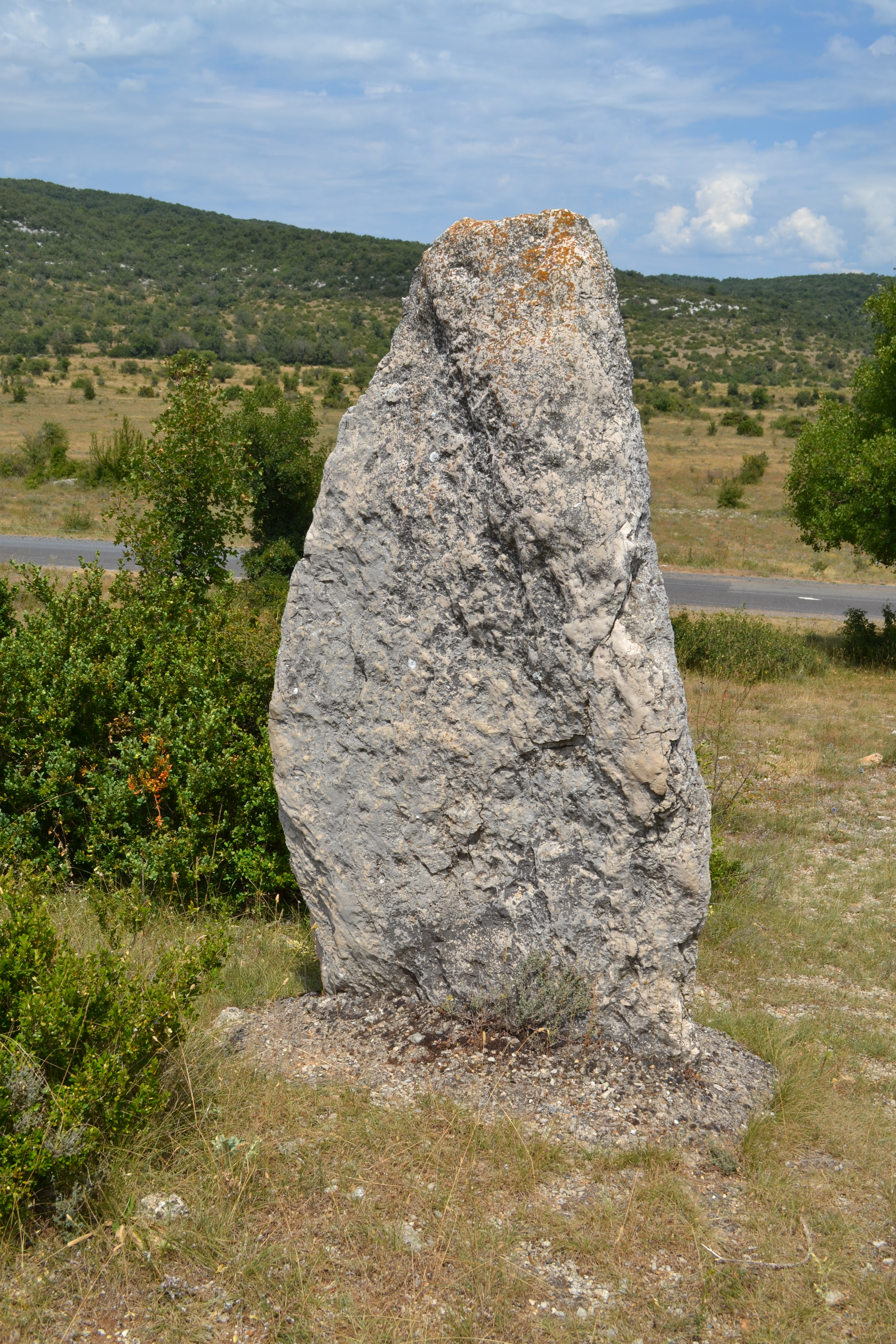
システルネットのメンヒル
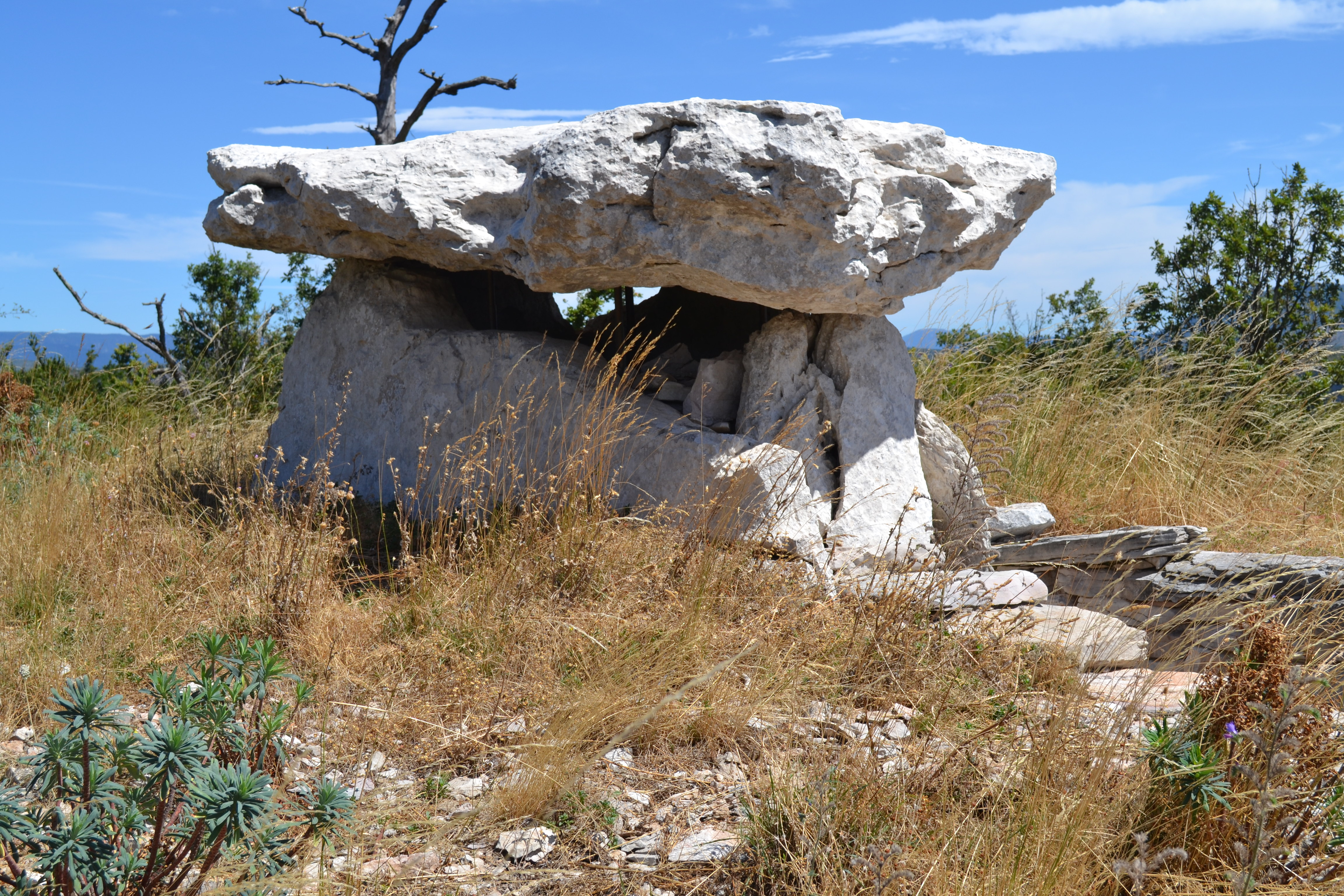
プリュナレード集落のメンヒル
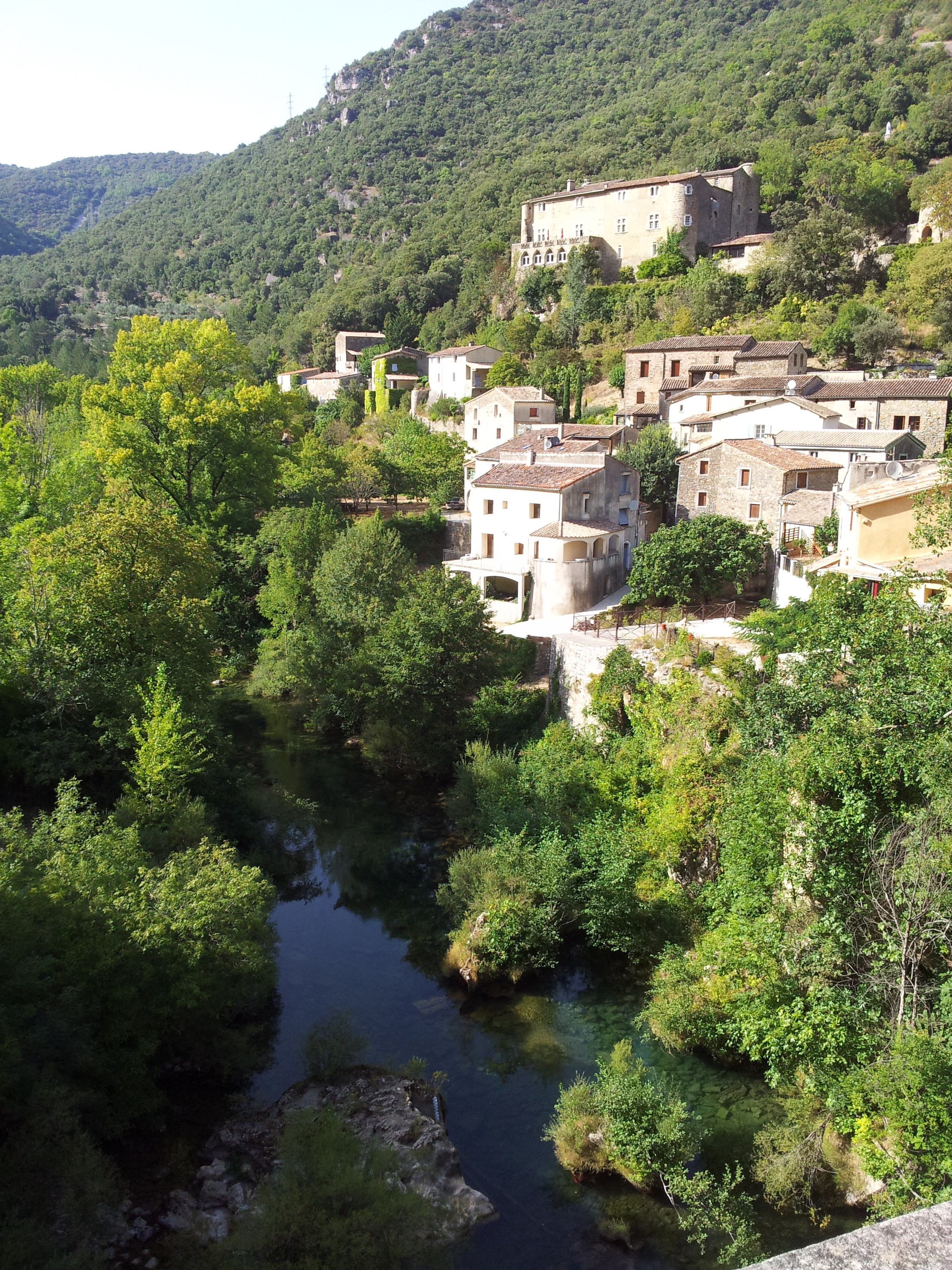
マディエール集落
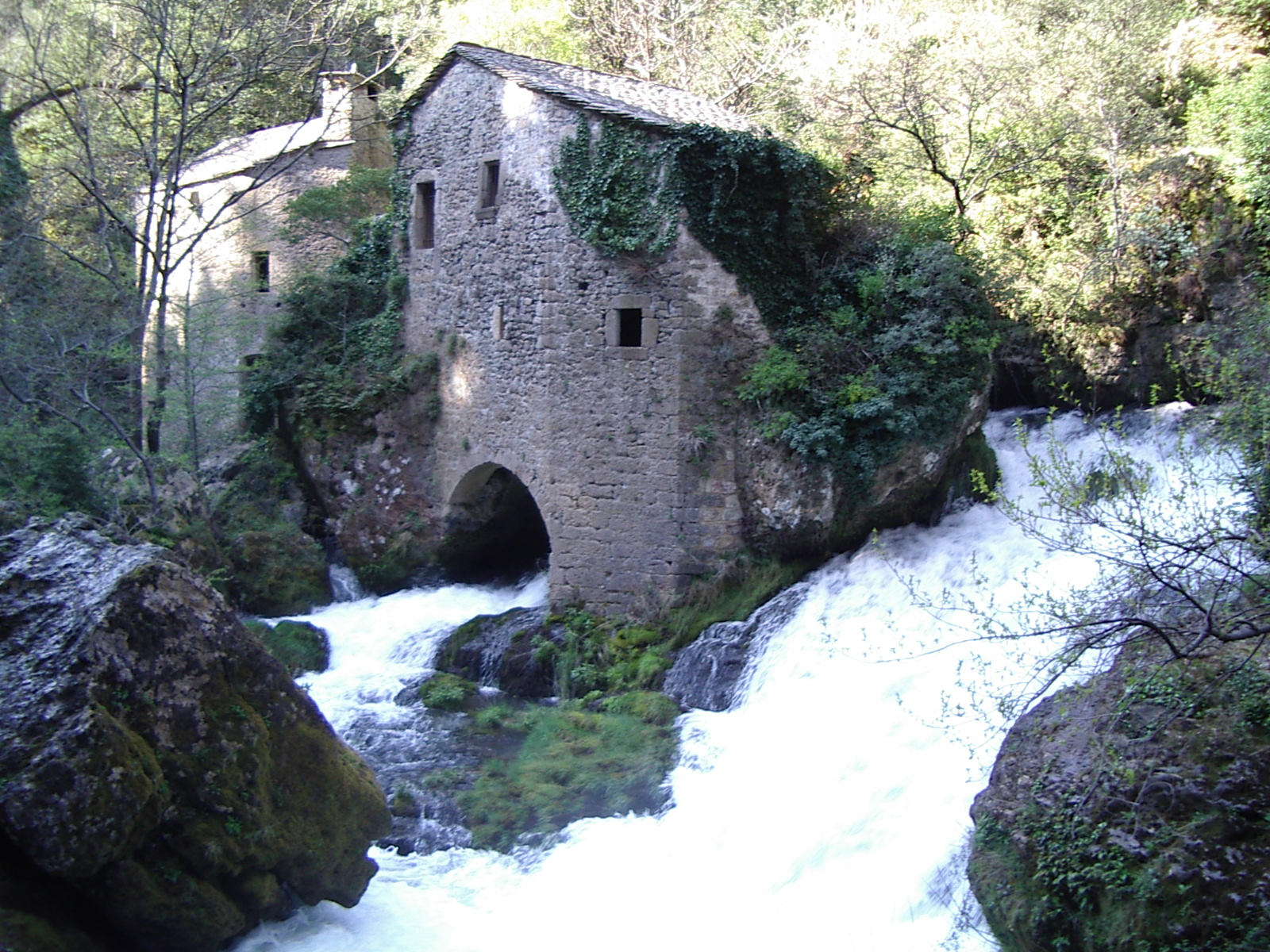
フーの水車小屋
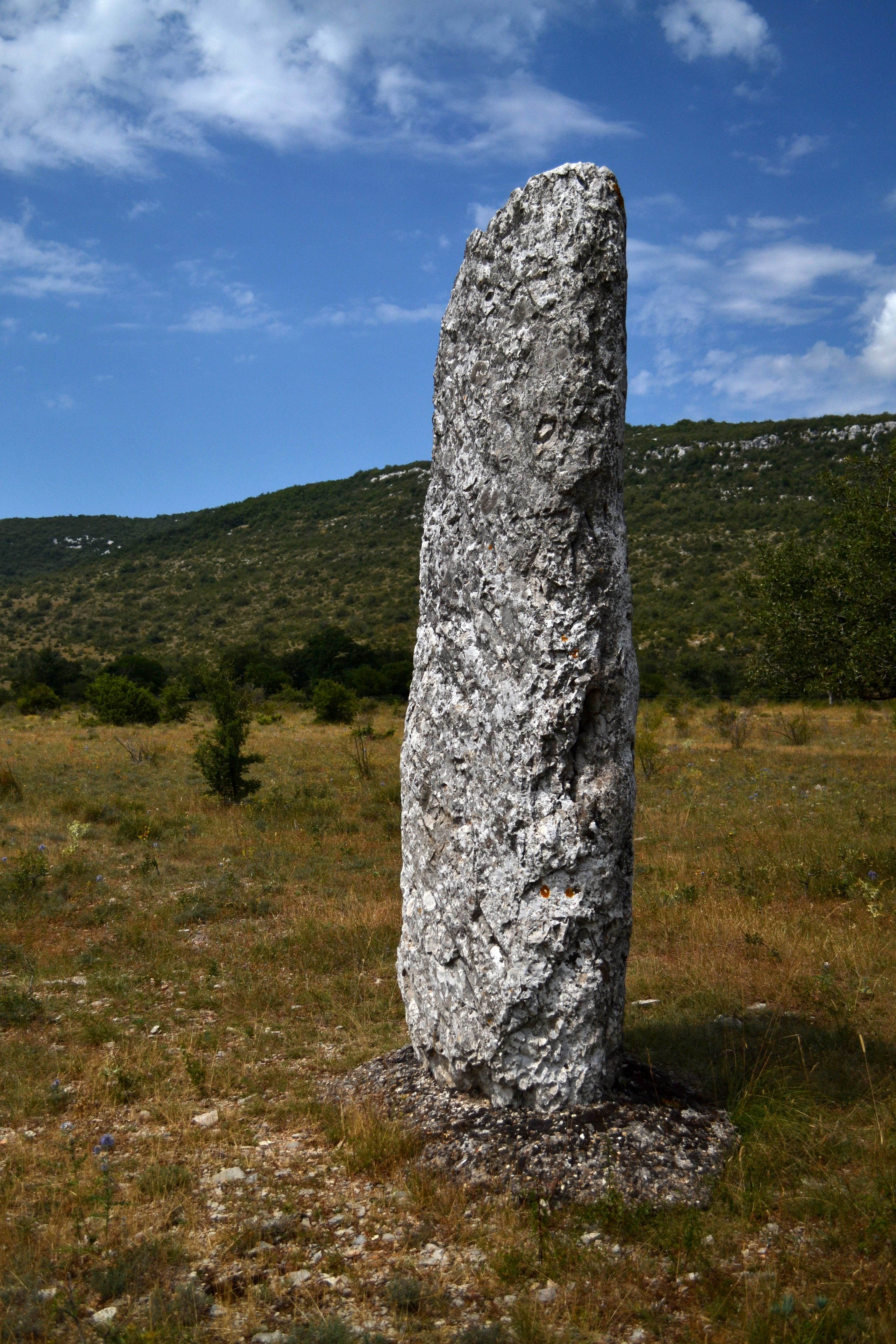
クーレ高原のメンヒル